# Жанатурмис (Толебійський район)
Жанатурми́с (каз. Жаңатұрмыс) — село у складі Толебійського району Туркестанської області Казахстану. Входить до складу Алатауського сільського округу.
Населення — 394 особи (2021; 378 у 2009, 360 у 1999, 234 у 1989).